# Revolução Uruguaia de 1904
A Revolução Uruguaia de 1904 foi a última guerra civil do Uruguai, bem como o mais sangrento e decisivo conflito no país durante o século XX, cuja finalização determinou, entre outras consequências, uma nova ordem como a imposição dos valores eminentemente urbanos e intelectualistas – encarnados por José Batlle e Ordóñez – sobre a cultura do caudilhismo rural imperante desde a independência até aquele momento representado por Aparicio Saravia.

## Contexto
Em 1 de março de 1903 José Batlle e Ordóñez, líder emergente do Partido Colorado, foi eleito Presidente da República com os votos de uma fracção dissidente do Partido Nacional. No Uruguai, até 1922, as eleições presidenciais eram indiretas, isto é, votavam os membros do Parlamento– encabeçado por Eduardo Acevedo Díaz, quem opinava que Saravia, secretário na Revolução de 1897, “não é mais que um pobre gaúcho, convencido e camorrista, dantes que belicoso”.
Batlle tinha a intenção de denunciar o Pacto da Cruz, que pôs fim à Revolução de 1897 e que concedeu ao Partido Nacional o controle político de seis departamentos, conforme proclamou antes de sua eleição: “A aspiração da próxima luta eleitoral deve ser o governo do partido. A consequência necessária do triunfo desse princípio deve ser a reconquista dos departamentos”. Segundo esse plano, em 12 de março Batlle designou intendentes de Las Pedras e chefes políticos departamentais, entre eles seis brancos (nacionalistas), mas dois deles (Rivera e San José) foram adjudicou ao grupo de Acevedo Díaz, que tinha sido expulsado do partido.

## Paz armada
O caudilho branco ordenou de imediato ao Chefe Político de Rivera, Carmelo Cabrera, que não entregasse o poder. O departamento de Rivera, fronteiriço com Brasil, era uma base fundamental e fonte de apetrechos militares para as guerrilhas militares do Partido Nacional. O "16 de março" de Saravia reuniu uns 15.000 homens em pé de guerra no chamado “protesto armado”. 
Após uma dramática negociação, liderada por Alfonso Lambas – irmão de Diego Lambas e médico pessoal de Batlle– e José Pedro Ramírez, em 22 de março chegou-se a um acordo –o Pacto de Nico Pérez– que evitou a guerra civil: o Partido Nacional controlaria Rivera e outros quatro departamentos, mas Batlle designaria o chefe político de San José sem consultar ao Diretório branco. 
30 de março foi um dia de apoteose para Saravia: concentrou e em seguida dispersou cerca de 15.000 homens, quase todos os cavaleiros, em Nico Pérez, departamento de Flórida. Durante o resto de 1903, Batlle melhorou o Exército, que ele equipou com fuzis Mauser e incorporou metralhadoras Colt e canhões Canet de 75 mm.
Batlle e Saravia, que nunca chegariam a se ver pessoalmente, comunicavam-se por meio de José Pedro Ramírez, que, por seu espírito conciliador, suavizou as posições de ambos, o que gerou incompreensões e, consequentemente, contribuiu para precipitar as tensões. Havia também setores e grupos que queriam a guerra.

## Iminência da guerra civil

### O incidente de Rivera
A situação estava tensa de tal forma desde o "protesto armado" de 1903 que uma faísca foi suficiente para explodir a tempestade. E essa faísca foi um incidente de bêbados na cidade de Rivera. O líder político da cidade era, desde 1903, Carmelo Cabrera, um dos mais prestigiados líderes do Partido Nacional e homem intimamente ligado a Aparicio Saravia. Cabrera teve problemas com os brasileiros, que estavam viajando na época, particularmente no Rio Grande do Sul, devido a uma situação política tensa. Em 16 de março de 1903, enquanto acontecia o "protesto armado", e quando o líder político de Rivera ainda era Abelardo Márquez, capangas armados do caudilho João Francisco Pereira de Souza invadiu o leste e destruiu as instalações de dois jornais publicados pelos adversários federais deste: O Maragato e O Canabarro. Alguns dos responsáveis por essas publicações morreram nessa ação violenta. Embora Saravia manteve excelentes relações com João Francisco, ele ficou muito perturbado com essa violação da soberania nacional e substituiu Márquez por Cabrera, não estando disposto a permitir uma repetição deste episódio.
No domingo, 1º de novembro de 1903, houve um incidente no qual um cidadão brasileiro chamado Gentil Gomes cometeu vários maus comportamentos. Não foi a primeira vez; Gomes foi um dos líderes da marcha em março. Nestas circunstâncias, Carmelo Cabrera colocou na cadeia os indisciplinados e alguns de seus capangas. No entanto, pouco tempo depois, cerca de 400 homens de João Francisco se encontraram na fronteira, chefiados por Ataliva Gomes, prefeito de Santana do Livramento e irmão do protagonista dos incidentes. Ataliva Gomes exigiu peremptoriamente a libertação dos detidos.
Cabrera, que tinha pouco mais de 100 homens armados, tentou negociar com os brasileiros e libertou todos os detidos, menos Gentil Gomes, que estava preso por ordem judicial. Contudo, Ataliva queria especificamente devolver a liberdade a seu irmão, e a reunião foi extremamente tensa; incluiu uma tentativa de agressão ao próprio chefe político, que estava a ponto de ser assassinado e se salvou pela intervenção de Bernardino Pereira de Souza, irmão de João Francisco. Dada a recusa de Carmelo Cabrera, os brasileiros entraram Rivera em uma atitude francamente agressiva. O hierarca oriental, então, organizou suas tropas em formação de combate e telegrafou a José Batlle y Ordóñez para informá-lo da situação e pedir ajuda. O presidente ordenou que Gomes não fosse libertado e enviou dois regimentos de cavalaria para o departamento.
À meia-noite, enquanto se trocavam tiros, um dos guardiões de Gentil Gomes o libertou e foi com ele para o território brasileiro. Com esse fato, o incidente foi encerrado; mas em 2 de novembro, os dois regimentos enviados pelo governo entraram em Rivera e se estabeleceram em Tranqueras. No dia 3 o diretório do Partido Nacional, presidido pelo Dr. Alfonso Lamas, pediu a retirada destas tropas, dado que o motivo que determinou sua entrada em Rivera foi encerrado. O presidente recusou; dado que era seu direito constitucional de enviar tropas para qualquer área do país, e não admitiu qualquer compromisso a esse respeito. Para piorar a situação, Carmelo Cabrera conseguiu decifrar uma mensagem codificada do Ministro da Guerra, general Eduardo Vázquez, na qual instruía os comandantes militares instalados em Tranqueras a estarem prontos para lutar caso tentassem expulsá-los violentamente do departamento. Quando Aparício Saravia ficou sabendo desses eventos, ele se encontrou com Lamas e outros membros do conselho; eles concordaram em colocar um prazo para a permanência das forças do Exército em Rivera. Se em 15 de janeiro de 1904 eles não tivessem se retirado, um ultimato seria enviado ao presidente.

### Busca infrutífera pela paz
Segundo o escritor Lincoln Maiztegui Casas, o presidente considerou esse momento para travar uma guerra, que considerava inevitável, decidindo aproveitar a situação para provocá-la e definir de uma vez por todas a tensa situação política. Batlle ordenou o movimento de tropas em todo o país e em 29 de dezembro começou a enviar tropas para o interior do Uruguai, incluindo os departamentos brancos. O Conselho considerou todos os acordos anulados e Saravia deu ordens para mobilização, embora evitando confrontos no momento, Batlle também prendeu alguns líderes brancos em Tacuarembó. O conselho comunicou a Batlle, por meio de Gonzalo Ramírez, que consideravam o Pacto de Nico Pérez violado.
Neste contexto, em 1 e 2 de janeiro de 1904, o dissidente branco  Martín C. Martínez, o ministro das finanças Aureliano Rodríguez Larreta, José Pedro Ramírez e Gonzalo Ramírez procuraram freneticamente e por todos os meios um acordo. Batlle então apresentou uma proposta, em 3 de janeiro: se um acordo eleitoral fosse alcançado e os brancos se comprometessem a não iniciar ações armadas, ele retiraria as tropas.
No meio de negociações febris, Batlle comunicou, por meio de seu ministro Martín C. Martínez, que se um acordo eleitoral entre as duas partes fosse alcançado, "ele não veria necessidade de ter os regimentos acampados nas lâminas e devolvê-los ao quartel". Em 5 de janeiro, Rodríguez Larreta entrevistou Saravia em Melo, que aceitou a proposta presidencial, mostrando-se surpreendentemente calmo e moderado durante essa crise, aceitando abertamente a proposta presidencial. Após 72 horas, o intermediário informou Martín C. Martínez que a paz era um fato; mas quando o ministro falou com o presidente, ele respondeu com uma frase: "Já é tarde". Era 8 de janeiro de 1904, e esse veredicto agudo significava guerra.

### Confirmação do conflito

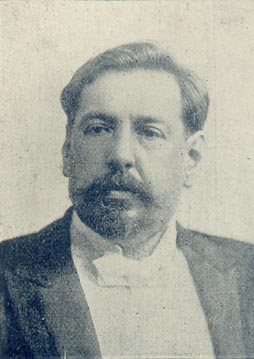
José Batlle e Ordóñez.

De imediato a polícia começou a deter dirigentes brancos em todo o país. “O governo insurgiu-se” repetiam os nacionalistas no interior uruguaio. Em 3 de janeiro, um grupo de 70 brancos tinha rechaçado a cavalaria governista liderada por Pablo Galarza, que por ordens de Batlle se propunha tomar Trinidad; estes primeiros tiroteios provocaram a sua vez as primeiras baixas. Em 8 de janeiro, inteirado da resposta do presidente, Saravia ordenou a mobilização geral. 
Ao longo da campanha, que duraria oito meses, entre 12.000 e 15.000 guerrilheiros brancos desafiaram às 36.000 tropas governamentais, repetindo a táctica usada na revolução de 1897: movimento permanente, batalhas ocasionas seguidas de retiradas, recebimento de munição e armamento do Brasil e Argentina e estender o confronto até que o governo – esgotado – aceitasse negociar.
Batlle – um líder de notável autoridade e decisão – serviu-se de um Exército melhor organizado e armado do que o de 1897, empregou bem os recursos modernos como as ferrovias, o telégrafo e as novas armas, e adotou medidas de severidade inédita: recrutamento em massa para servir nas Guardas Nacionais e interdição de bens privados, lugares de reuniões e órgãos de imprensa. Batlle dirigiu pessoalmente os movimentos militares e dividiu a suas tropas em dois grandes corpos: o do Sul, liderado por Justino Muniz, e o do Norte, comandado por Manuel Benavente.

## A guerra
Os primeiros confrontos deram-se no Departamento de Rivera no qual Carmelo Cabrera resistiu a entrada das forças coloradas e explodiu as pontes que permitiam a passagem dos trens. Em 9 de janeiro, Aparicio atacou uma força colorada de pequeno tamanho, que bateu em retirada, marchando para o sul de imediato sobre as forças de Justino Muniz, que saiu com apenas 3.000 homens contra os 9.000 de seu inimigo, empreendendo a retirada por conselho de José Saravia, irmão colorado do caudilho nacionalista. Em dita retirada ocorreram algumas batalhas menores em La Ternera, Las Pavas e Serra de Sosa. Batlle de imediato enviou 6.000 homens para apoiar as forças de Muniz, ocorrendo em 14 de janeiro o primeiro combate de grande escala, a Batalha de Mansavillagra, atual departamento de Florida. A grande capacidade de fogo das tropas coloradas destruiu as barricadas de Aparicio, forçando-o se retirar.
Em retirada para o norte, no dia 15 desse mês os revolucionários foram alcançados no povoado de Illescas, no limite departamental de Flórida e Lavalleja. Durante sete dias os brancos fugiram para Melo. Por 200 quilômetros, Muniz perseguiu Saravia, que se dirigia para a capital cerrolarguense, com intenções de atravessar a fronteira para o Brasil. No trajeto ocorreram algumas batalhas menores, mas o exército branco conseguiu chegar a Melo. Em 21 de janeiro, à frente de 15.000 homens, Saravia atravessou a cidade de Melo, depois dividiu a suas tropas em três grupos e fingiu exilar-se no Brasil.
Logo a rua estava cheia de homens gesticulando, barbudos e esfarrapados, que passavam em nervoso cavalos peludos gritando coisas que eu não entendia. Um parou por um momento, deu uma carta para minha mãe, recebeu um pacote dela e voltou para se juntar ao desfile barulhento, que parecia interminável. (...) Os brancos eram homens desalinhados, roucos e desagradáveis. As bandeiras, descoloridas e em farrapos, careciam de grandeza. Decididamente, a guerra era cada vez mais incompreensível para mim.— Juana de Ibarbourou, Chico Carlo.
Muniz enviou ao governo notícias de vitória (um jornal colorado afirmou que, a essas alturas, Saravia “devia ter se afogado no Golfo do México”). Mas enquanto Muniz perseguia Basilio Muñoz para o Norte, Saravia –mais um guerrilheiro astuto do que um bom chefe de um exército formal – dirigiu-se ao sul, atravessando Lavalleja e Florida e alcançando o rio Santa Luzia. Os revolucionários obtiveram uma vitória surpreendente na batalha de Fray Marcos em 31 de janeiro e o caminho até Montevidéu parecia certo.

### A estratégia de Saravia

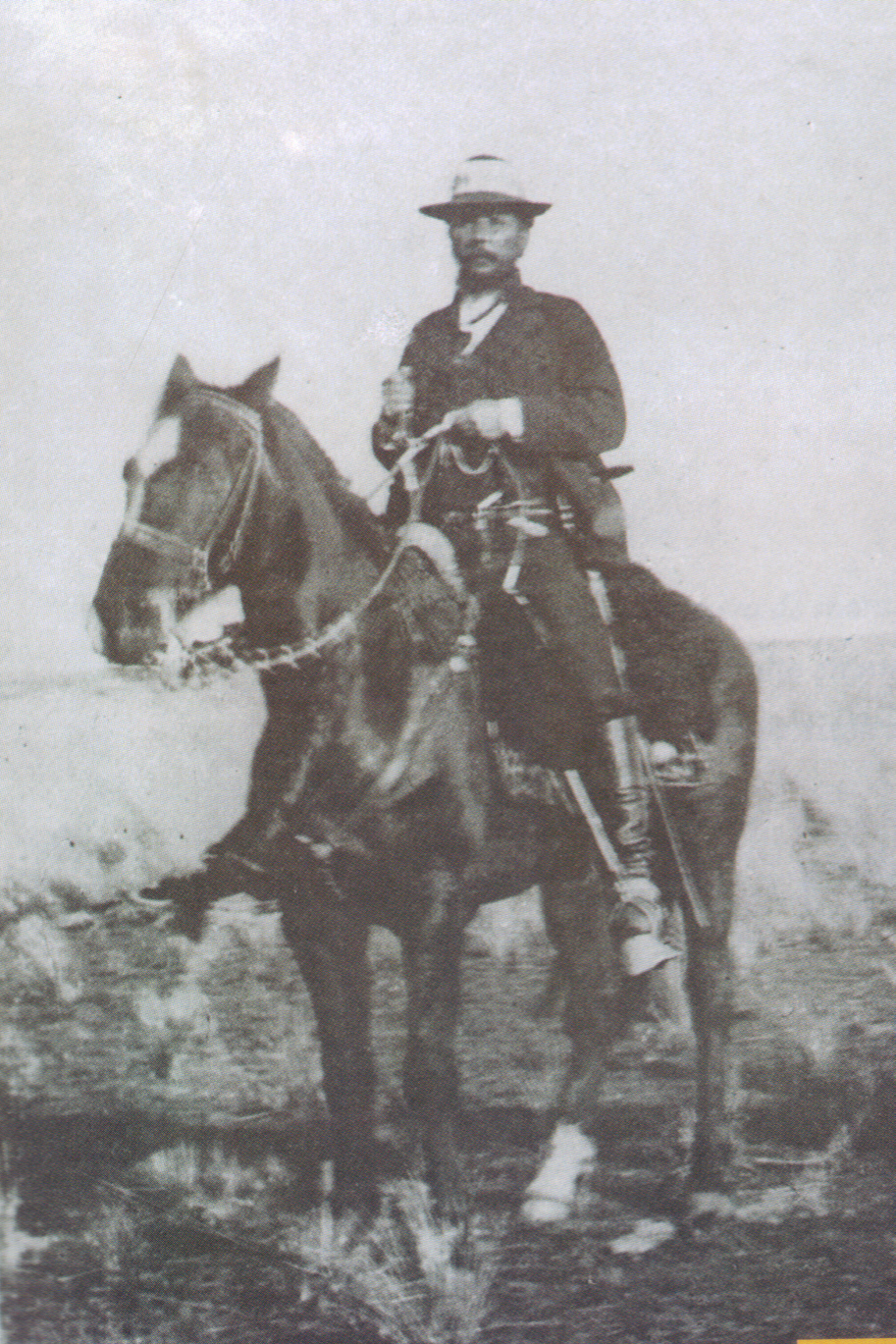
Aparicio Saravia.

Na capital difundiu-se o pânico e Batlle ordenou a escavação de trincheiras em Passo Molino e mandou reforçar a Casa do Governo. Mas a ocupação de Montevidéu não estava nos planos de Saravia – consciente de suas fraquezas e da relativa indisciplina de suas guerrilhas –, pois as tropas do Exército que estavam no interior do país poderiam cercá-lo facilmente. Depois de passar pelo departamento de Canelones marchou de modo a formar um amplo leque –“marchar separados, combater juntos”– como rumo ao litoral do rio Uruguai, em procura de armas que seriam enviadas pela Junta de Guerra formada em Buenos Aires, desta vez com o respaldo do Diretório partidário.
Saravia subestimou a perseguição de Muniz e, surpreso, foi derrotado na batalha de Paso del Parque em 2 de março, sobre o rio Daymán. Enfrentaram-se 10.000 de seus homens contra 7.000 soldados. Perdeu muitos homens e armas mas conseguiu escapar. Em 13 de março, os revolucionários entraram na cidade de Rivera, onde se reorganizaram e reuniram 15.000 homens, mas só a metade estavam armados. Seus inimigos, por sua vez, tinham 12.000 homens em operações, com melhor treinamento e equipamento. Depois marcharam para o sudeste, cruzando o rio Negro por uma ponte flutuante projetada por Carmelo Cabrera, atravessando os departamentos de Trinta e três, Florida e Lavalleja e em 13 de maio ingressaram a Minas.
Depois de uma batalha com Muniz em Carro, no rio Olimar Grande (em 20 de maio), Saravia ordenou a retirada para o norte. Uma vez mais Muniz não o perseguiu, o que provocou a ira de Batlle, que o substituiu por Galarza como chefe do Exército do Sul. Paralelamente o presidente solicitou ao governo de Estados Unidos, através de seu embaixador em Washington, Eduardo Acevedo Díaz, que pressionasse o Brasil e a Argentina para que provessem os revolucionários com armas e munição.

### O desastre de Guayabos e a busca de Galarza
Acampado sobre o rio Negro, Saravia enviou uma coluna sob o comando de Abelardo Márquez para Bella Unión, para que recolhesse 1.700 fuzis e 250.000 cartuchos que a Junta de Guerra tinha conseguido comprar em Buenos Aires, com a tolerância quase cúmplice do presidente Julio Argentino Rocha. Márquez cumpriu a tarefa, mas recebeu do enviado da Junta, Carlos Berro, a ordem de tomar a cidade de Salto, que esperavam converter em “capital revolucionária” e assim obter o reconhecimento internacional como governo beligerante, em igualdade com o governo de Montevidéu. Márquez foi rechaçado de Salto e, em 6 de junho, na batalha de Guayabos, perdeu todo o armamento. 
Saravia manteve o desastre em segredo, e após uma reunião de chefes, resolveu-se atacar diretamente o Exército do Sul de Galarza, estacionado em Cerro Longo. A batalha de Tupambaé –mais de 2.300 mortos e feridos–, a mais sangrenta da guerra civil junto com a batalha de Masoller, ocorreu nos dias 22 e 23 de junho; terminando quando a munição de ambos esgotou-se e com uma retirada dos brancos. A chegada dos feridos a Montevidéu avivou o clamor e as pressões por uma paz negociada, hipótese que o governo não descartou.

### Crise no exército branco

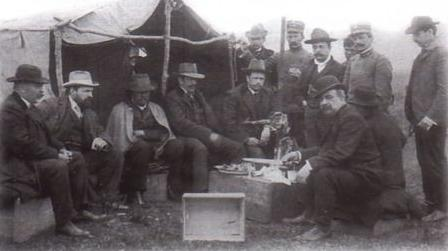
Comissão encarregada do pagamento às tropas do exército revolucionário.

No campo revolucionário as coisas não estavam melhor: Gregorio Lambas afirmava que uma derrota por falta de armas e munições era iminente. Saravia enviou então para o norte o grosso de seu esfarrapado “Exército Nacional”, em procura de armas que seriam proporcionadas por João Francisco Pereira de Souza e, à frente de uma pequena força, empreendeu uma insólita perseguição de Galarza. Este, sem armas e sem o conhecimento cabal da situação, não organizou uma batalha e continuou em retirada para o sul, até que no arroio de Las Pavas recebeu armamentos e deu a volta. 
Saravia voltou-se para o norte, atravessando o rio Negro sobre outra ponte, maior – media 305 metros – construída por Carmelo Cabrera em Picada de Osorio, em Cerro Longo. O caudillh branco mostrava-se então deprimido:
Este exército me domina ... Se eu pudesse manter três mil homens armados aqui no sul, e mandar as pessoas desarmadas para o norte. Mas quem confiar ...
Também por esses dias diria:
Não tenho ninguém para me ajudar e terei que me matar para morrer com glória ...

### Provisões revolucionárias e as últimas cartas de Batlle
Os brancos uniram-se em Rivera e marcharam de imediato para o rio Uruguai, onde deviam receber outra encomenda de armas. Batlle tirou Benavente do comando o exército do norte e o designou a Muniz; este acampou em Tranqueras, com a missão de deter o avanço dos revolucionários para o oeste, mas Saravia o eludiu e entrou no departamento de Artigas em 12 de agosto, o que motivou a demissão de Muniz. Batlle, já sem muitas opções, determinou que o ministro de Guerra e Marina, Eduardo Vázquez, tomasse o cargo em 27 de agosto. 
Os revolucionários ocuparam Bella Unión em 20 de agosto e com cerca de 50 barcaças e botes de remo atravessaram o rio Uruguai para a cidade correntina de Monte Caseros, onde recolheram 1.288 fuzis, 700.000 cartuchos e dois velhos canhões Krupp. Com uma moral elevada, os brancos decidiram travar um combate que poderia ser decisivo: nesse momento eram 6.500 homens, ao que se somavam cerca de 13.000 que possuíam apenas armas brancas e algumas velhas pistolas. 
Em 24 de agosto Saravia recebeu um enviado de Batlle, João Baptista de Franca Mascarenhas, militar e latifundiário brasileiro radicado no Uruguai, que supostamente ofereceu-lhe um acordo de paz e a administração de alguns departamentos. Nesse contexto, Saravia comentou com seu filho Nepomuceno:
-Oferecem-nos partir a laranja ao meio e desejo chegar a Rivera para realizar isto.
-E por que não o faz cá?
-Porque, se falha o assunto, continuaremos a guerra até que o presidente queira. E se toca-nos desarmar-nos, podemos devolver muitas armas a nossos amigos do Brasil.

### Morte de Saravia e fim da guerra civil

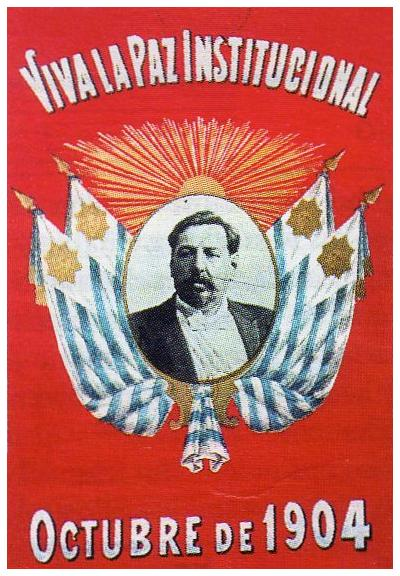
Cartaz com José Batlle y Ordóñez que alude ao fim da Revolução de 1904.

Em 1 de setembro, ao achar as tropas de Vázquez, sob o comando de J.M. Escobar, firmemente posicionadas atrás de longos muros de pedra, as denominadas mangueras, os brancos decidiram combater; sentiam-se mais fortes que nunca e provavelmente desejavam melhorar sua posição nas negociações de paz. 
No entanto, a sangrenta Batalha de Masoller Masoller, que parecia favorável aos revolucionários, derivou na dispersão e posterior derrota dos brancos após Saravia ser ferido no ventre por um disparo de Mauser enquanto percorria em frente a uns 200 metros das linhas inimigas. Morreria nove dias depois, em território brasileiro. 
Algo a ser levado em conta era o alcance de seus fuzis, que já não eram de 400 metros, mas de 1.800 metros, com uma tecnologia muito similar à de hoje, com esta vantagem a seu favor, os franco atiradores sozinhos dispararam e feriram de morte Aparici.
Quando a tropa soube da notícia, começou a se dispersar. Os chefes conversaram entre si e se chegou ao extremo de oferecerem o comando a João Francisco Pereira de Souza, que recusou a oferta. Também a delegação de um triunvirato de caudilhos —Basilio Muñoz, Juan José Muñoz e José González— não pôde salvar a situação; aquele era um exército saravista que, com a morte de Saravia, perdeu sua coesão e mística. 
Finalmente Basilio Muñoz assinou a Paz de Aceguá em 24 de setembro de 1904, rendendo-se; os revoltosos obtiveram uma anistia geral e a vaga promessa de uma reforma constitucional, que somente ocorreria em 1918. O resto da tropa revolucionária entregou as armas em 9 de outubro, em Nico Pérez, e em troca recebeu uma pequena retribuição. 
A Revolução de 1904 foi a última patriada ao estilo do século XIX, e mobilizou a um número elevadíssimo de combatentes de todas as classes sociais, num país que tinha mais do que um milhão de habitantes. Expressou, por um lado, o desejo governamental de recuperar a unidade política do Uruguai; e, por outro, como em 1897, manifestou a aspiração dos brancos de gozar de garantias eleitorais –representação de minorias, voto secreto– e transparência administrativa. 
A última grande guerra civil uruguaia marcou o fim de uma cultura de raiz rural, pecuária e independente. Depois da paz iniciou-se o poderoso ciclo do Batllismo, que marcou a história do Uruguai durante ao menos cinco décadas.
Oremos para que esta dor seja para nós uma grande lição; porque nós já não resolvemos nossas questões nos campos de batalha, porque nós sempre as resolvemos em torno das urnas (...). Acompanha-me para dar a vida aos soldados das instituições ... para dar um "urra"! Tão doloroso quanto entusiasmado por aqueles que caíram em sua defesa ... e para explorar o destino daqueles que lutaram pelo que acreditavam em um ideal patriótico ... também caíram, perdidos no caminho nem sempre claro do dever.— José Batlle y Ordóñez, outubro de 1904.